# Großenaspe
Großenaspe là một đô thị ở huyện Segeberg, bang Schleswig-Holstein Segeberg, Đức. Đô thị Klein Gladebrügge có diện tích 45,62 km², dân số thời điểm ngày 31 tháng 12 năm 2006 là 2842 người.